# 北韓—泰國關係
泰朝关系是泰王國和朝鮮民主主義人民共和國之間的雙邊關係。现今兩國均為不結盟運動、77國集團成員國。

## 政治交流
在冷战初期，奉行反共主义的泰国政府，作為韓戰參戰國，兵援尚未與之建交的大韓民國，并与朝鲜人民军在朝鲜半岛兵戎相见。其后，泰国政府更于1958年与大韓民國建立大使级外交关系，并未承认北韓的国家地位。而北韩亦基于“南北不两立”的外交政策，不与泰国建立官方联系。
但在20世纪70年代起，北韓放弃“南北不两立”的外交政策，开始改善与泰国等部分已经承认大韓民國的国家之关系，随后亦于1975年5月8日与泰国建立邦交。北韓起初委派驻缅甸大使馆兼辖泰国，并于1979年在曼谷建立了贸易代表处，北韩曾多次向泰国提出设立大使馆，但受到仰光爆炸事件等事件的影响，泰国政府长期拒绝北韩的请求。但在1991年，泰国内阁同意了北韩在曼谷建立大使馆的请求，随着大使馆的建立及北韓加入亚细安论坛，泰、朝两国关系才得到了进一步改善与发展。但泰国并未在北韩设立大使馆，对北韩的外交业务由泰国驻华大使馆兼辖。

## 经贸交流
在20世纪80年代末，泰、朝双边贸易总额曾经达到4800万美元，但21世纪以来，泰国政府配合国际社会对朝鲜的制裁，大幅縮減對北韓的貿易，现今两国贸易额已几乎为零。

## 援助
在1994年－1999年北韓发生大规模饑荒期间，北韓政府曾经向泰国要求给予粮食援助。
泰国国际开发合作机构曾于2015年12月為北韓官員組織了兩次培訓和考察訪問計劃，以协助北韓政府保护森林植被，加强粮食安全。

## 侨民
泰国曾为北韓離脫住民逃亡的主要目的国之一，2008年，泰国政府敦促韩国政府安排数百名脫北者前往韩国。泰國移民局數據，2016年有535名朝鮮人抵達泰國。2017年頭半年，已經有385人抵達泰國，每週抵達人數呈现上升级趋势。路透社引述泰國移民局官員指出，單計泰國北部，平均每周有20至30名脫北者抵達。

### 网页及新闻报道
- . 德黑兰. 2012-08-31  [2012-08-24]. （原始内容存档于2014-02-08） （英语）.
- . 七十七国集团官网.   [2014-08-25]. （原始内容存档于2019-01-07） （英语）.
- . 韩联社.   [2022-07-07]. （原始内容存档于2022-10-13）.
- . 韩联社.   [2022-08-05]. （原始内容存档于2022-10-14）.
- . 韩联社.   [2014-01-27]. （原始内容存档于2022-10-17）.
- . 联合早报. 1988-10-29  [2022-10-13]. （原始内容存档于2022-10-13） （中文（新加坡））.
- . 联合早报. 法新社. 1983-12-13 （中文（新加坡））.
- . 联合早报. 1991-01-29  [2022-10-13]. （原始内容存档于2022-10-13） （中文（新加坡））.
- . 联合早报. 1996-04-24  [2022-10-13]. （原始内容存档于2022-10-13） （中文（新加坡））.
- 中央广播电台. . 法新社.   [2017-12-14]. （原始内容存档于2022-10-14） （中文（臺灣））.
- . 联合早报. 2008-03-19  [2010-07-27]. （原始内容存档于2011-01-28） （中文（新加坡））.
- 撰文：吳家俊. . 香港01网站. 2017-08-11  [2021-10-30]. （原始内容存档于2022-01-07） （中文（香港））.

### 书籍与期刊
- Wertz, Daniel; Oh, JJ; Kim, Insung.  (PDF). The National Committee on North Korea. 2016年8月  [2017-01-19]. （原始内容 (PDF)存档于2016-12-28）.
- .  (). 2009-10-13, (41-42): 118  [2016-11-18]. ISSN 1513-105X. （原始内容存档于2016-11-18）.（泰文）（英文）
- 泰国外交部.  (PDF). 曼谷: 泰国外交部. 2016年9月: 85  [2022-10-13]. ISBN 978-616-341-044-3. （原始内容存档 (PDF)于2022-10-13） （英语）.